# Mercedes-Benz W163
W163 è la sigla di un'autovettura SUV di lusso prodotta dalla Mercedes-Benz dal 1997 al 2005 e costituente la prima serie della cosiddetta Classe M, ossia la classe dei SUV di grossa taglia della Casa tedesca.

## Storia e profilo

### Genesi
Le prime avvisaglie di una nuova vettura "tuttoterreno" nei progetti della Casa di Stoccarda si ebbero all'inizio del 1996, quando al Salone di Detroit venne presentata la concept AAV, sigla che stava per "All Activity Vehicle", che era il modo in cui la popolazione statunitense chiamava i SUV. Il riferimento agli americani era chiaro: sotto l'emblema della "stella a tre punte" doveva nascere un SUV dedicato ai mercati d'oltreoceano, ed in particolare a quello USA, dove i marchi locali la facevano da padroni per quanto riguardava i SUV di grossa taglia. Ovviamente, però, la vettura doveva trovare un proprio posto anche in Europa, dove invece l'egemonia commerciale era limitata a pochi modelli, principalmente la Range Rover (in listino all'epoca da circa 25 anni) e la Jeep Grand Cherokee.
La AAV prefigurava chiaramente il futuro modello Mercedes-Benz, ma all'epoca fecero scalpore le sue linee arrotondate, aggressive ed imponenti, che la fecevano apparire quasi una vettura orientale, piuttosto che tedesca, sicuramente un'auto di rottura con i tradizionalismi teutonici. I vertici della Casa dichiararono subito che la futura SUV tedesca sarebbe stata prodotta proprio negli USA, ed in particolare nel nuovo stabilimento di Tuscaloosa (Alabama). Inoltre, venne dichiarato che sarebbe stata a trazione integrale, ma del tipo "intelligente", gestito cioè dalla centralina elettronica.

### Debutto
La vettura definitiva, contrassegnata dalla sigla di progetto W163, debuttò nell'autunno del 1997 per il solo mercato statunitense, mentre in Europa sarebbe arrivata solo nei primi mesi dell'anno seguente. La vettura andò ad inaugurare una nuova classe di modelli nella già ampia gamma Mercedes-Benz, classe contrassegnata dalla lettera M, anche se poi tutti i modelli avrebbero avuto come prefisso la sigla ML. Rispetto alla concept AAV viene persa un po' di quella brillante aggressività che le avrebbe dato un tocco di sportività in più, ma la grinta non mancava affatto.
La W163 non andava a sostituire la già anziana Classe G, che sarebbe rimasta regolarmente in produzione ancora per diversi anni, ma si proponeva come qualcosa di diverso e di nuovo, benché in Germania venisse classificata anch'essa tra i Gelandewagen (fuoristrada).

#### Linea ed interni
La linea arrotondata della Classe M W163 riuniva caratteristiche tipiche del fuoristrada puro, ma anche di una grande station wagon di lusso. Le linee arrotondate valsero alla vettura un Cx pari a 0.39, all'epoca un record per questa tipologia di vetture. Il frontale era caratterizzato dai grandi fari a forma di quarto d'ellisse che si stringevano verso il centro, dove invece trovava spazio la calandra di dimensioni generose che integrava l'emblema della "stella a tre punte". La vista laterale mostrava le più grandi differenze con la concept AAV. Queste differenze stavano per esempio nel montante posteriore, molto meno inclinato nella W163 definitiva, così come meno inclinato era anche l'andamento della coda, dove trovava posto un ampio portellone dall'apertura verso l'alto che per la verità creava problemi alle persone di statura non molto elevata. Un'altra vistosa differenza stava nei parafanghi, non più così larghi ed aggressivi come nella concept.
L'abitacolo era ampio ed offriva spazio a volontà anche per i bagagli, specie se veniva abbattuto il divano posteriore, comunque frazionabile poiché composto da tre schienali separati. A richiesta era possibile avere una terza fila di due sedili, ripiegabili lateralmente. Le vere pecche stavano nei materiali utilizzati e nelle finiture, soluzione scelta per poter essere concorrenziali negli USA, ma che di fatto nel vecchio continente non giustificavano i prezzi di listino decisamente elevati.

#### Struttura e meccanica
La W163 nasceva su un telaio che univa soluzioni classiche ad altre più moderne: la struttura a longheroni e traverse separata dalla scocca si sposava efficacemente con le sospensioni, del tipo a ruote indipendenti (schema inusuale per un veicolo off-road), che su entrambi gli assali prevedevano una raffinata geometria a triangoli sovrapposti, con retrotreno dotato di due bracci supplementari. L'impianto frenante era interamente del tipo a disco, con quelli anteriori autoventilanti.
In fase di progettazione, era stato dato spazio anche al fattore sicurezza, da sempre una spina nel fianco di questa tipologia di vetture. A dispetto di un telaio di tipo tradizionale, i tecnici della Casa erano riusciti a realizzare una scocca ad alto assorbimento d'urto. La dotazione prevedeva due airbag frontali, due laterali ed il dispositivo ABS. Ciò ha consentito il raggiungimento di 4 stelle di valutazione EuroNCAP.
La trazione integrale permanente si attuava mediante tre differenziali: uno per ogni assale più uno centrale che regolava l'erogazione della coppia motrice sui due assi. Questo tipo di gestione era affidato all'elettronica, che nella W163 era abbondante, ed impiegava diverse centraline che dialogavano tra loro mediante bus dati CAN. Il sistema di gestione della trazione era denominato 4-ETS, e provvedeva a frenare le ruote senza aderenza in caso di fondi scivolosi o comunque accidentati.

#### Motorizzazioni
Al suo esordio, sia negli USA, sia in Europa, la W163 era disponibile in due motorizzazioni:
- ML230, con motore da 2.3 litri e 150 CV;
- ML320, con motore V6 da 3.2 litri e 218 CV.

Mentre la prima motorizzazione era accoppiata ad un cambio manuale a 5 marce, la versione più costosa e potente montava un automatico a 5 rapporti.
Sia la trasmissione manuale, sia l'automatica erano dotate di riduttore.

### Evoluzione

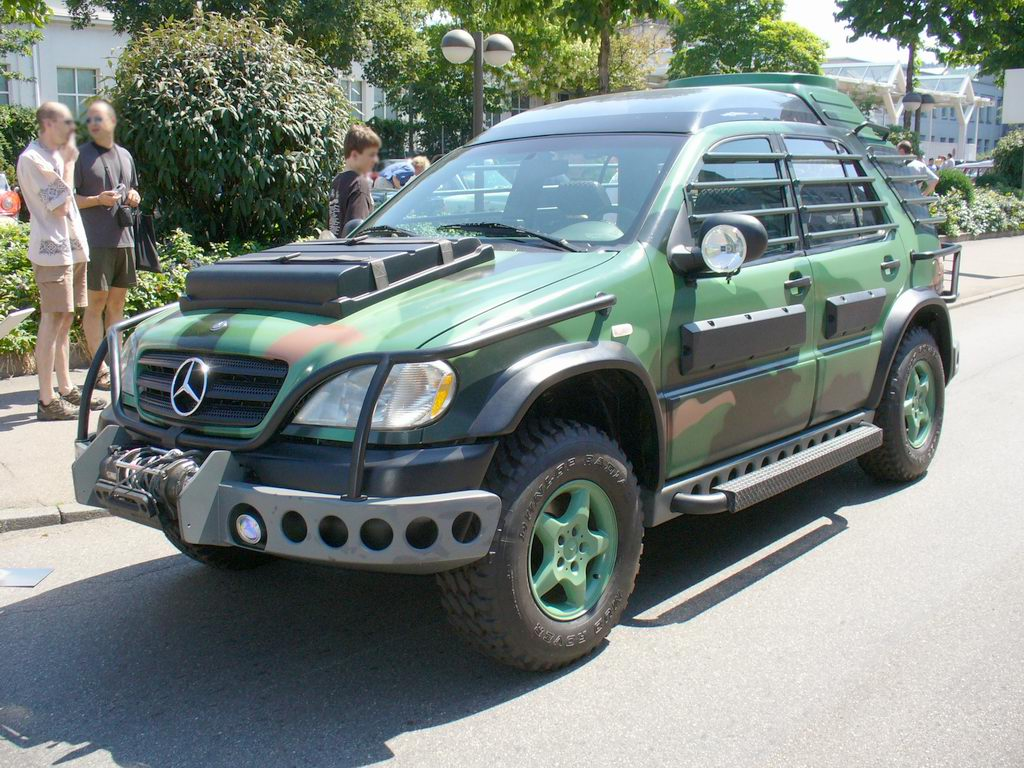
La W163 utilizzata in Jurassic Park - Il mondo perduto

Per enfatizzare l'attesa intorno al primo SUV di Stoccarda, la Casa tedesca fece impiegare uno dei primi esemplari della W163 per il film di Steven Spielberg Il mondo perduto - Jurassic Park, uscito nelle sale proprio nel 1997 e rivelatosi un successo planetario come altri film di Spielberg.
Il successo della vettura fu immediato: inizialmente la commercializzazione fu avviata nel solo continente nordamericano, nel settembre del 1997. Negli USA ed in Canada, fino all'agosto dell'anno seguente, vennero venduti circa 50 000 esemplari, più 3 000 destinati al mercato europeo, per il quale la commercializzazione cominciò invece nel marzo del 1998. Dato il buon successo, i vertici Mercedes-Benz decisero di ampliare la capacità produttiva dell'impianto di Tuscaloosa per far fronte alle numerose richieste. Dall'iniziale capacità di 65 000 vetture l'anno si passò quindi a 80.000.
Nel gennaio del 1998, poco prima dell'inizio della commercializzazione in Europa, la gamma venne ampliata con l'arrivo dell ML430, dotata del V8 M113 da 4.3 litri (in Italia, però, sarebbe arrivato diversi mesi dopo): tale modello era equipaggiato anche con i dispositivi elettronici di controllo della stabilità e di assistenza alla frenata d'emergenza, non previsti di serie negli altri due modelli. Per il suo primo anno e mezzo di commercializzazione, però, questo modello venne previsto solo per il mercato nordamericano. Fu solo nel maggio del 1999 che la ML430 approdò anche nei listini europei. Sempre nel 1999, la produzione viene avviata anche nello stabilimento austriaco della Steyr-Daimler-Puch, a Graz, dove si contava di poter produrre ulteriori 30 000 unità annue in più, data la richiesta sempre più pressante. Alla fine dello stesso anno, la gamma W163 si ampliò notevolmente con l'arrivo di due modelli assai significativi e praticamente opposti come destinazione commerciale: da una parte la relativamente economica ML270 CDI, dotata del 5 cilindri in linea turbodiesel common rail da 2.7 litri e 163 CV, prima W163 a gasolio; dall'altra parte, invece, venne lanciata la versione sportiva ML55 AMG, tutt'altro che economica e destinata ad una fetta di clientela molto più ristretta. Tale modello, il primo della gamma a portare la firma della AMG, era dotato di un V8 da 5.4 litri in grado di erogare 347 CV.
Nel marzo del 2000 venne tolta dal listino la ML230, il cui rapporto peso potenza era indiscutibilmente inadeguato: da quel momento la gamma W163 non prevedeva più motori a 4 cilindri.

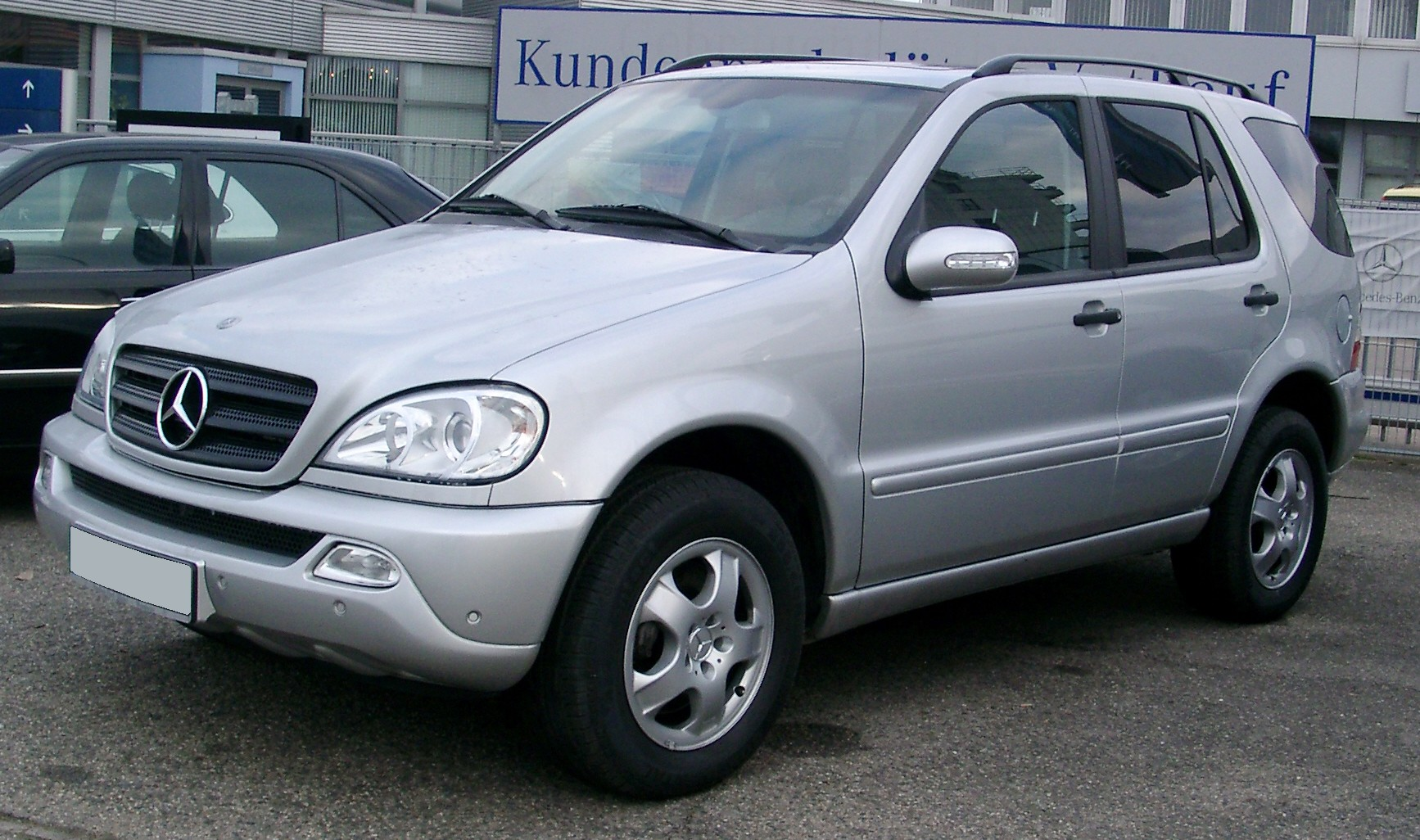
Una W163 in versione restyling

Nel luglio del 2001, dopo un totale di ben 300 000 unità vendute in poco meno di quattro anni, si ebbe il restyling, che per alcuni dettagli collide leggermente con la seconda natura "tuttoterreno" del veicolo: gli aggiornamenti riguardavano esteriormente il nuovo disegno dei paraurti, dotati anche di nuove grigliature, i proiettori antinebbia integrati nel paraurti ( e perciò più esposti a danni in fuoristrada), i gruppi ottici anteriori trasparenti con predisposizione per gli anabbaglianti allo xeno, gli indicatori di direzione integrati nei nuovi specchietti retrovisori di dimensioni più contenute rispetto ai precedenti, i cerchi in lega di nuovo disegno e le nuove gommature, leggermente più ribassate (di queste la 275/55/17, non essendo ottimale per i suddetti cerchi, troppo stretti, comporterà sovente eccessiva rigidità e conseguenti giochi sul piantone dello sterzo, e conseguenti malfunzionamenti del sensore ESP). Internamente le modifiche furono meno di rilievo, quasi tutte concentrate nella plancia e nel sistema di climatizzazione. Degno di nota anche l'arrivo dei window-bags per una maggior sicurezza passiva. Le W163 di questa serie esistono anche nella versione a sette posti con 2 "strapuntini" in terza fila, pieghevoli di lato per lasciare libero il bagagliaio, non adeguati per passeggeri robusti, e a cui si accede in modo disagevole, nonostante sia stato previsto uno specifico meccanismo di ribaltamento in uno dei sedili della seconda fila. Lo spazio per i piedi è reso disponibile rimuovendo i pianetti di livellamento del bagagliaio, che vengono riposti in tasche ricavate nello schienale dei sedili in questione. Gli strapuntini all'occorrenza sono completamente rimovibili dal bagagliaio. Le sedi per il loro bloccaggio al pavimento sono riconoscibili anche su tutte le versioni 5 posti.
Le novità meccaniche consistettero invece nell'arrivo del V8 4 litri bi-turbodiesel da 250 CV (modello ML400 CDI) e dell'ancora più potente V8 5 litri a benzina da 292 CV (modello ML500). Quest'ultimo a rimpiazzare la ML430, non più in listino.
Nel 2002 vi fu l'arrivo della ML350, che sostituì la ML320 solamente in alcuni mercati, tra cui quello italiano. Il nuovo modello montava un V6 da 3.7 litri (il motore M112 nella versione E37) erogante, a seconda della mappatura della centralina, 235 Cv/173 Kw nelle vetture prodotte per la Germania, e 245 /180Kw in quelle destinate ad altri mercati (italiano compreso). Nello stesso anno vi fu anche la commercializzazione della serie speciale Inspiration.
Nello stesso anno venne realizzato per il Vaticano l'esemplare utilizzato come Papamobile chiusa, sebbene con la "vecchia" motorizzazione 430. Invano la VW aveva proposto alla Santa Sede una vettura nuova basata sul Touareg.
La gamma non subì più alcun aggiornamento di rilievo fino all'inizio del 2005: negli ultimi mesi di produzione, venne proposta una serie speciale di chiusura, denominata Final Edition, che riuniva le finiture e dotazioni più ricercate, fino a quel momento previste soprattutto come optionals
Nel mese di aprile del 2005, la produzione della W163 terminò dopo una carriera decisamente positiva. Il modello venne sostituito dalla W164, la nuova serie del grosso SUV tedesco.

## Riepilogo caratteristiche
Di seguito vengono mostrate le caratteristiche delle principali versioni della gamma W163: i prezzi riportati sono espressi in milioni di lire, poiché le fasi salienti della sua carriera si sono avute ancora al di fuori del regime di moneta unica. L'unico modello entrato in produzione dopo l'entrata in vigore dell'Euro è stata la ML350, il cui reale prezzo di listino viene espresso in Euro a fondo tabella. I prezzi si riferiscono comunque al momento del debutto in Italia.
| Modello | Sigla telaio | Motore                | Cilindrata cm³ | Potenza CV/rpm | Coppia Nm/rpm  | Cambio/ N°rapporti | Massa a vuoto (kg) | Velocità max | Acceler. 0–100 km/h | Consumo (l/100 km) | Anni di produzione | Prezzo al debutto in milioni di lire |
| Versioni a benzina |              |                       |                |                |                |                    |                    |              |                     |                    |                    |                                      |
| ML230 | 163.136      | M111E23 (111.977HFM)  | 2295           | 150/5400       | 220/ 3700-4800 | M/5                | 1.935              | 177          | 12"3                | 12.8               | 07/1997-05/99      | 71                                   |
| ML230 | 163.136      | M111E23 (111.977HFM)  | 2295           | 150/5400       | 220/ 3700-4800 | M/5                | 2.050              | 177          | 12"3                | 12.8               | 06/99-03/2000      | 71                                   |
| ML320 | 163.154      | M112E32 (112.942ME)   | 3199           | 214/5700       | 310/ 3000-4800 | A/5                | 2.010              | 180          | 9"5                 | 13.8               | 07/1997-05/1999    | 88.65                                |
| ML320 | 163.154      | M112E32 (112.942ME)   | 3199           | 214/5700       | 310/ 3000-4800 | A/5                | 2.120              | 195          | 9"5                 | 13.8               | 06/1999-03/20051   | 88.65                                |
| ML350 | 163.157      | M112E37 (112.970)     | 3724           | 235/5750       | 345/ 3000-4500 | A/5                | 2.115              | 205          | 8"7                 | 14.1               | 2002-05            | 99.232                               |
| ML430 | 163.172      | M113E43 (113.942ME)   | 4266           | 272/5750       | 390/ 3000-4500 | A/5                | 2.090              | 210          | 7"9                 | 13.9               | 01/1998-05/1999    | 115.15                               |
| ML430 | 163.172      | M113E43 (113.942ME)   | 4266           | 272/5750       | 390/ 3000-4500 | A/5                | 2.175              | 210          | 7"9                 | 13.9               | 06/1999-07/2001    | 115.15                               |
| ML500 | 163.175      | M113E50 (113.965)     | 4966           | 292/5600       | 440/ 2700-4250 | A/5                | 2.210              | 219          | 7"7                 | 14.6               | 07/2001-03/2005    | 121.17                               |
| ML55 AMG | 163.174      | M113E55 (113.981)     | 5439           | 347/5500       | 519/ 2800-4500 | A/5                | 2.230              | 240          | 6"                  | 14.4               | 12/1999-03/2005    | 151                                  |
| Versioni a gasolio |              |                       |                |                |                |                    |                    |              |                     |                    |                    |                                      |
| ML270 CDI | 163.113      | OM612DE27LA (612.963) | 2685           | 163/4200       | 370/ 1600-2800 | M/6                | 2.115              | 185          | 11"7                | 9.4                | 12/1999-03/2005    | 82.20                                |
| ML400 CDI | 163.128      | OM628DE40LA (628.963) | 3996           | 250/4000       | 560/ 1700-2600 | A/5                | 2.335              | 213          | 8"1                 | 10.9               | 07/2001-03/2005    | 119.47                               |
| 1In Italia solo fino al 2001 2venduta in realtà a 51.250 Euro (prezzo base, con punte di 65.000 € a seconda degli accessori) |              |                       |                |                |                |                    |                    |              |                     |                    |                    |                                      |